# ビンセント・チン

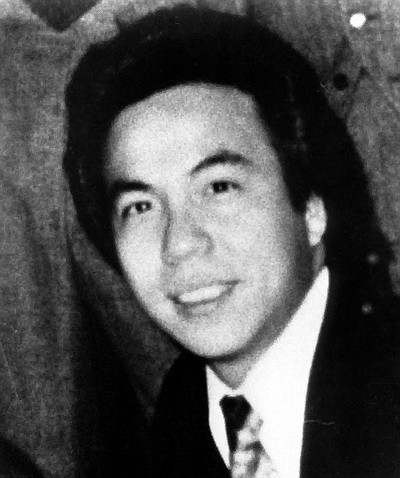
ビンセント・チン

ビンセント・ジェン・チン（Vincent Jen Chin、簡体字：陈果仁、繁体字：陳果仁、1955年5月18日 - 1982年6月23日）は、アメリカ合衆国の中国系アメリカ人技術者。
日米貿易摩擦が激化した1982年に二人の白人に日本人と間違えられて撲殺されたことで知られ、加害者は懲役の執行猶予で服役することはなかった刑の軽さと見当違いの人種差別による殺人が大きな社会問題となってアジア系アメリカ人が権利を主張する契機となった。

## 概要
1955年5月18日、中華人民共和国広東省でチンは生まれ、1960年代にアメリカ合衆国に渡ってミシガン州で育ち、1970年代から高校卒業後に専門学校で技術を学んで自動車会社で製図工として働き始めた。
1980年代初頭のアメリカ合衆国では、三大自動車メーカーの経営不振が深刻になる一方、安価でコンパクトな日本車が流入して貿易摩擦およびジャパンバッシングが生じていた。特に、自動車および関連工場が集中するデトロイトでは問題は深刻化し、工場労働者の解雇が行われる中、日本車ひいては日本人に対して、不穏な空気が広がっていた背景がある。こうした中、1982年6月19日に、クライスラーの自動車工場を解雇された労働者が、たまたまチンと口論となった。チンは日本人と勘違いされ、野球のバットで殴られた結果、脳死に陥って4日後に死亡した。27日にチンは結婚を予定していた。
チンはデトロイトの墓地に埋葬され、1987年9月に母親のリリー・チンは故郷の広州市に帰国し、2001年に医療を受けるために再びアメリカに戻って2002年にチンの名前をつけた奨学金を設立して亡くなった。

## 映画・ドラマ
- Who Killed Vincent Chin? :1988年製作。日本では、邦題「誰がビンセント・チンを殺したか」により1991年に公開。第61回アカデミー賞（長編ドキュメンタリー映画賞）にノミネートされた[12]。
- トワイライト・ゾーン :1985年放送のシーズン1第9-2話「失いしもの（英語版）」でアジア系アメリカ人の主人公が思いやりを失うきっかけとして言及されている。